# 마음의 행로
《마음의 행로》(Random Harvest)는 미국에서 제작된 머빈 르로이 감독의 1942년 드라마, 멜로/로맨스 영화이다. 로널드 콜먼 등이 주연으로 출연하였고 시드니 프랭클린 등이 제작에 참여하였다.
이 영화는 즉각적으로 상업적인 성공을 거두었다.

## 출연

### 주연
- 로널드 콜먼
- 그리어 가슨

### 조연
- 필립 돈
- 수잔 피터

## 기타
- 원작자: 제임스 힐턴
- 미술: 세드릭 기븐스

## DVD 출시
워너 홈 비디오는 2005년에 DVD 포맷으로 복원하여 리마스터 버전을 출시하였다.